# Осіяхове озеро
Осіяхове озеро (нім. Ossiacher See, словен. Osojsko jezero) — третє за величиною озеро в австрійській землі Каринтії. Більшими озерами є тільки Верт і Мільштатське.
Назва озера походить від бенедикти́нського монастиря Осіях, яка пов'язана не з його засновником — графом Озі, а з словенською назвою цієї місцевості словен. Osoje, що означає «на тіньовій стороні».

## Географія

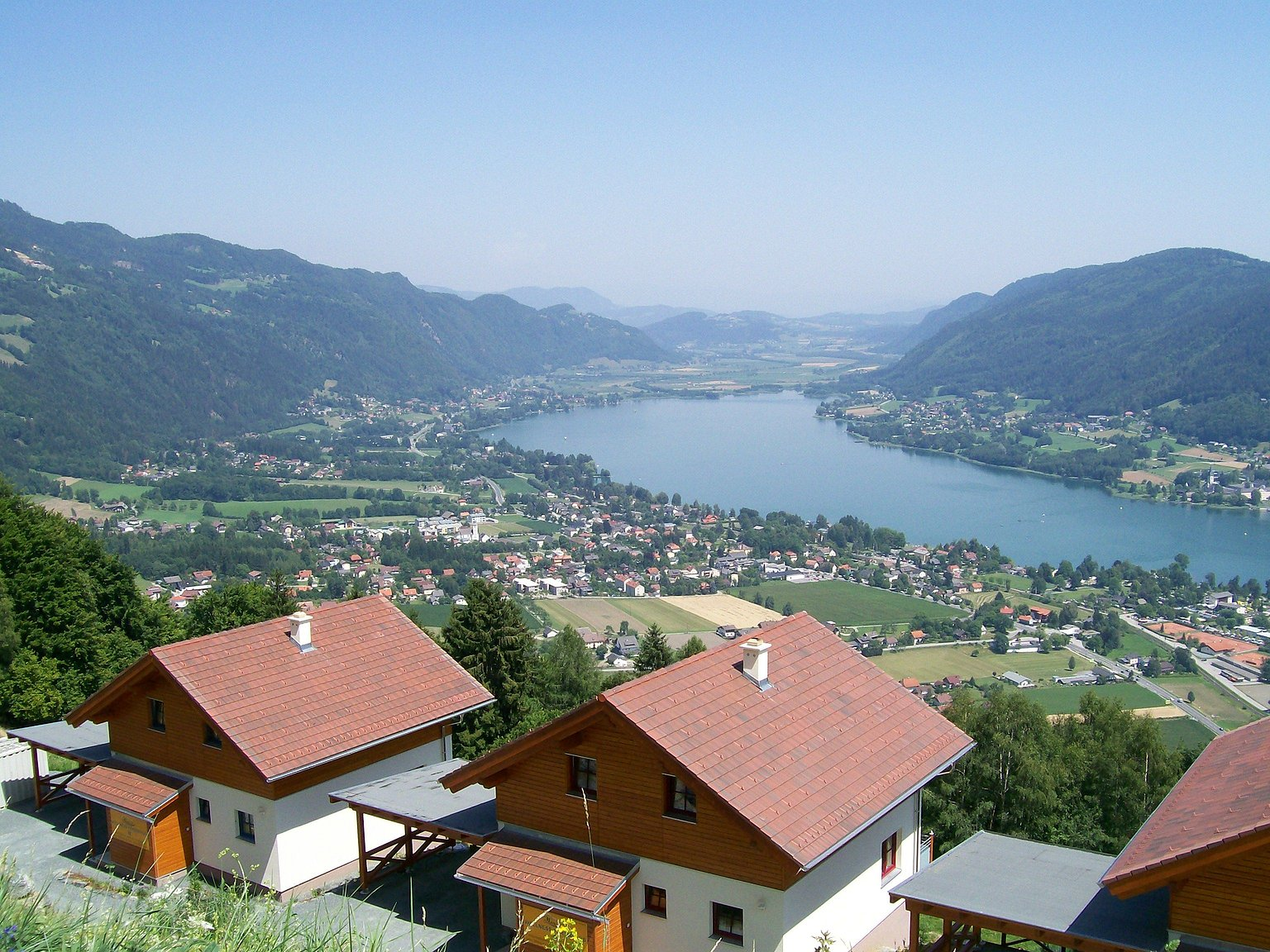
Озеро з гори Герліцен

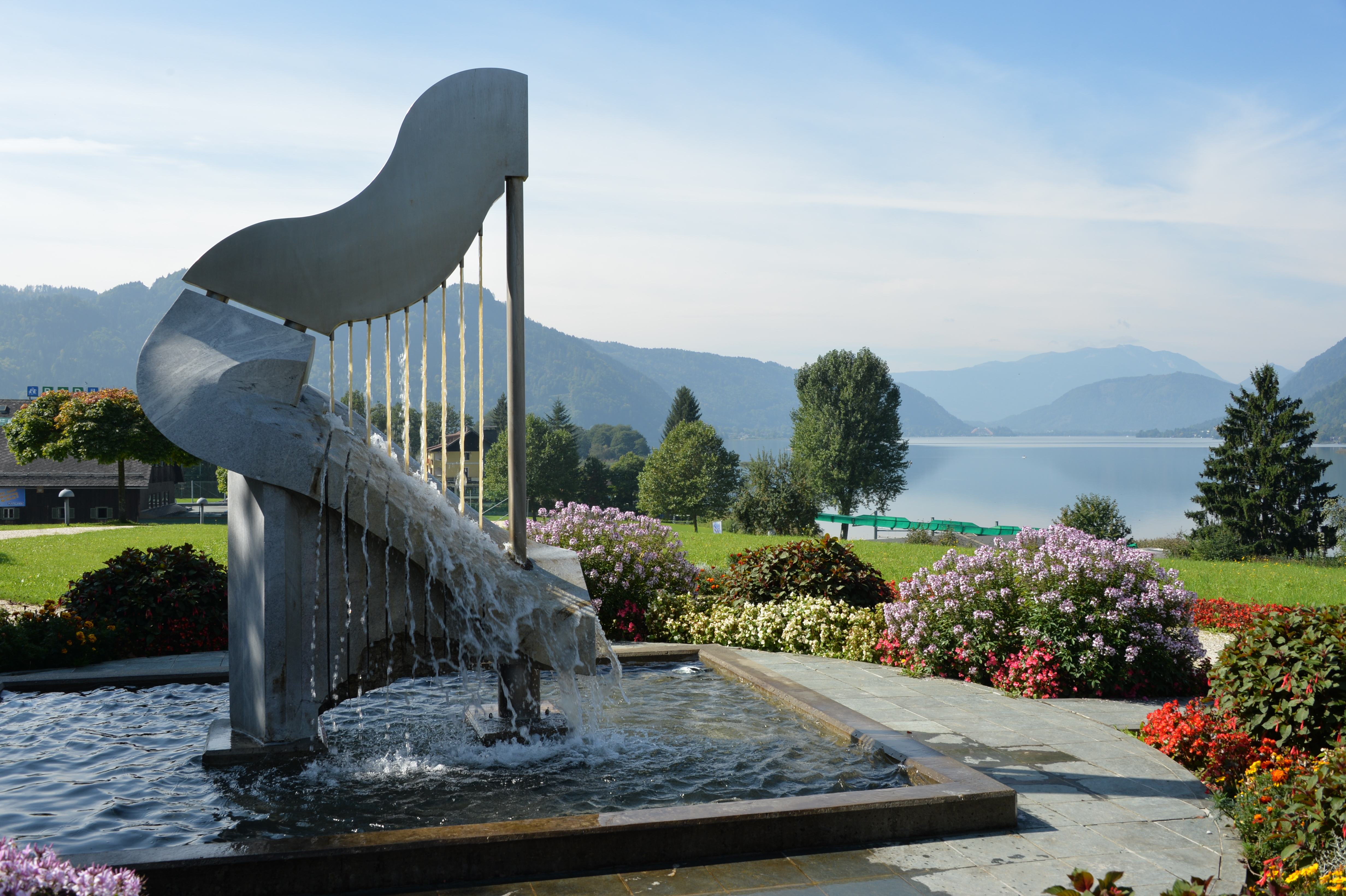
Фонтан

Осіяхове озеро утворилося під час останнього льодовикового періоду після відступу Дравського льодовика на захід. Воно лежить у південній частині гір Нок біля гірського хребта Гуркталь уздовж дороги від Філлаха до Фельдкірхена, на висоті 501 м н.р.м.. Озеро вклинюється між лісистими крутими схилами гори Герліцен на півночі та західними передгір'ями лісистого масиву Осіяховий Тауерн на півдні. Гора Герліцен на північному березі підіймається на висоту 1909 м, звідки відкривається панорамний вид на довколишні хребти.
Площа водної поверхні становить приблизно 10,8 м², середня глибина — 19,6 м. Основною притокою є струмок Тібель у східній затоці. З озера витікає потік Зібах, який через 4,5 км після Філлаха впадає до річки Драви. Озеро протічне, тому під час циркуляції навесні та пізньої осені вода змішується до самого дна. Це призводить до його замерзання на кілька тижнів взимку, тоді як влітку температура поверхні досягає 24 °C.
Озеро має глибину 52 м у найглибшій точці. Довжина озера з південного заходу на північний схід приблизно 10,2 км, в найвужчому місці між селами Оссіях і Остріах озеро має ширину близько 600 м.

## Туризм
Осіяхове озеро є важливим туристичним районом, що нараховує близько двох мільйонів ночівель за рік. Найважливішими курортами вздовж озера є Анненгайм, Саттендорф, Боденсдорф і Штайндорф.
Навколо озера прокладена велосипедна доріжка довжиною приблизно 25 км. Пішохідна доріжка довжиною 690 км веде від передгір'я Великого Ґлокнера в австрійській Каринтії до італійського муніципаліте́ту Муджа у регіоні Фріулі-Венеція-Джулія на узбережжі Адріатичного моря.

## Посилання

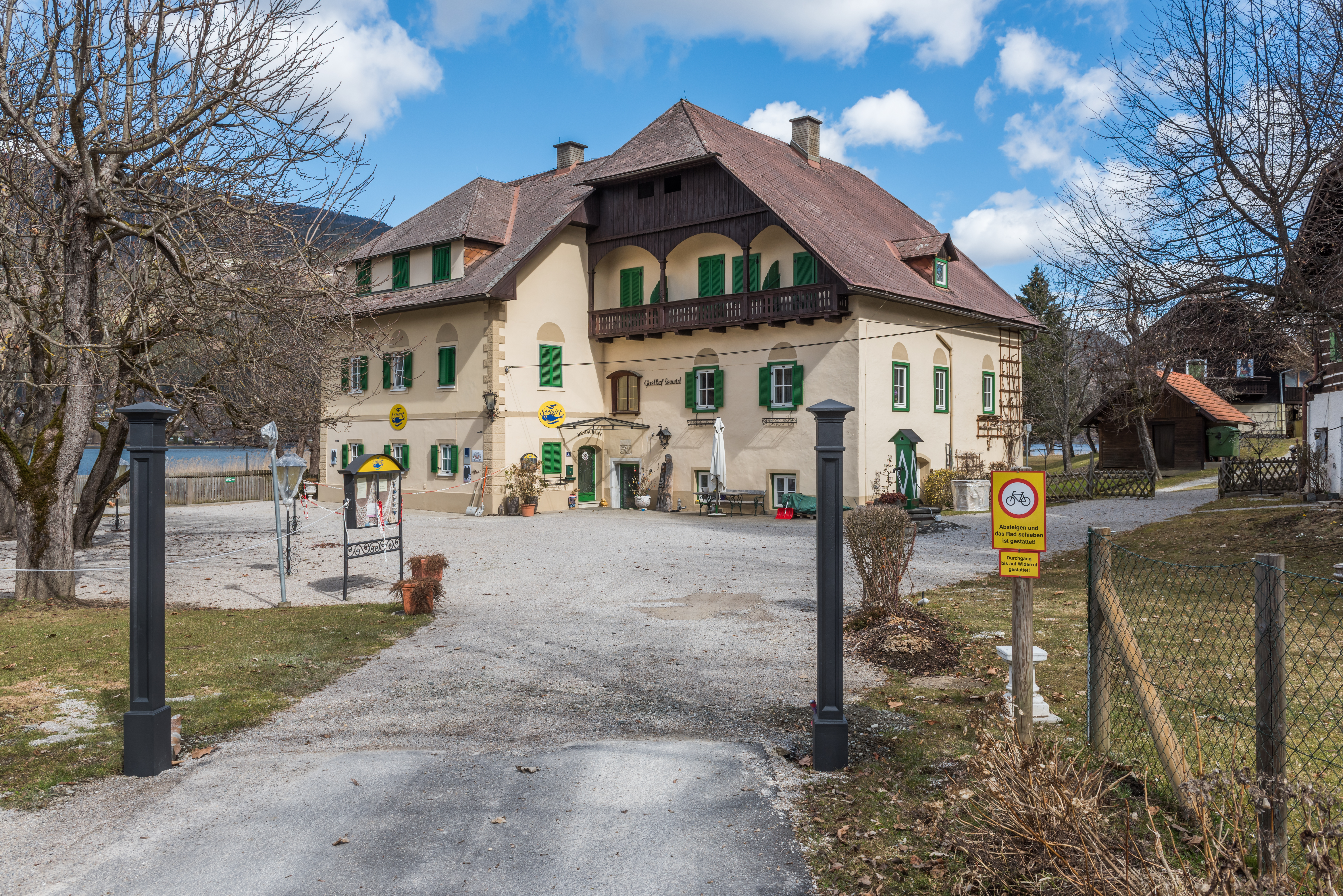
Ресторан на березі озера

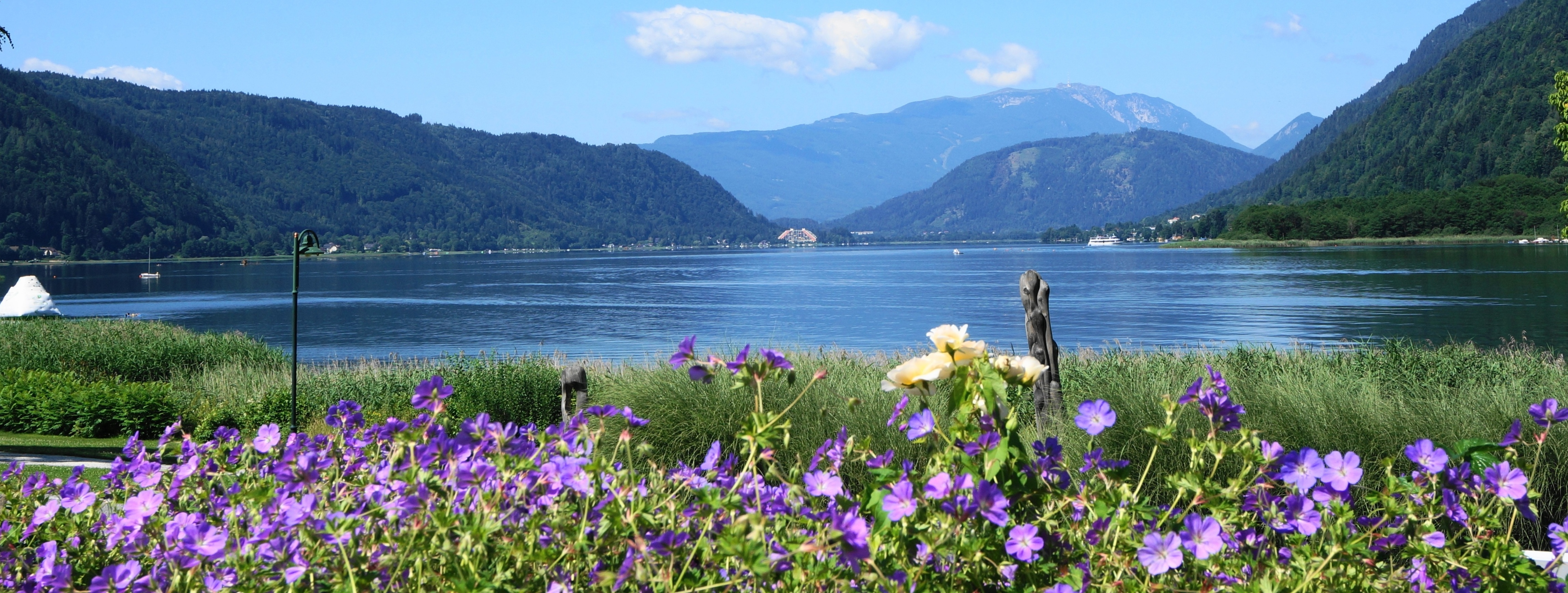
Осіяхове озеро